# فاتح توتک
فاتح توتاک (زاده ۳۱ اوت ۱۹۸۵ در استانبول)، سرآشپز و صاحب رستوران دو ستاره میشلن ترک فاتح توتاک که توسط سی ان ان سفر لیست بندی گردیده شده، در لیست "۲۰ رستوران نوین جهان برای سال ۲۰۲۰" موسوم می‌شود.

## زندگی‌نامه
بعد از کسب نمودن نخستین تحصیلات حرفه ای خودش را در مدرسه آشپزی بولو منگن و کارآموزی تحت نظر پل پیریت در ترکیه. توتاک در شهرهای بندری بزرگ چین همانند چینگدائو، پکن و هنگ کنگ مشغول کار بود، بعد از این به سنگاپور مهاجرت کرد تا در آشپزخانه مارینا بی سندز کار نماید. بعد از آن زمان بسیاری را در نیهونریوری ریوگین با ستاره شماره ۳ میشلین به پیشوایی سرآشپز سیجی یاماموتو در توکیو کار نمود. وی بعد از این با سرآشپز رنه ردزپی در نوما مشغول کار بود که در سال‌های ۲۰۱۰، ۲۰۱۱، ۲۰۱۲ و ۲۰۱۴ در کپنهاگ، دانمارک توسط مجله رستوران بهترین رستوران‌های جهان به عنوان خوب‌ترین رستوران جهان منتخب گردید.
در سال ۲۰۱۵، فاتح سرآشپز اتاق غذاخوری خانه ساتورن در بانکوک شد. در ۲ سال او مدیر کنش‌های آشپزی شد، و این رستوران اعتبار بین‌المللی را کسب کرد، هر دو در ۵۰ بهترین رستوران آسیا (شماره ۳۶ در سال ۲۰۱۷ و شماره ۴۳ در سال ۲۰۱۸) و یک بشقاب میشلن در راهنمای میشلین تایلند ۲۰۱۸–۲۰۱۹.
بعد ازطی نمودن زمان‌هایی فاتح آغاز به عرضه منویی طبق غذاهای ترکی در اتاق غذاخوری خانه ساتورن نمود. او غذایی آماده نمود که اسم آن را «از مادرش» بر روی آن گذاشت که استنباط او از پیراشکی ترکی بود.
فاتح در دسامبر ۲۰۱۹ به ترکیه برگشت و نخستین رستوران خودش را با نام ترک فاتح توتاک را در استانبول افتتاح نمود.